# Facundo (Chubut)
Facundo  è un comune dell'Argentina situato nel dipartimento di Río Senguer, in provincia di Chubut.